# Lotus Emeya
Lotus Etude или Envya (Emeya) — электромобиль, разработанный компанией Lotus Cars в Великобритании в 2023 году (внутреннее обозначение Type 133). Производство было запущено 7 сентября 2023 года. Мировым конкурентом является Porsche Taycan.

## Описание
Lotus Type 133 является первым электромобилем компании Lotus Cars. Передний бампер аналогичен Lotus Eletre. Фары расположены в бампере.
Lotus Type 133 оснащается двумя электродвигателями мощностью 596 л. с. и крутящим моментом 710 Н⋅м. Имеются и другие двигатели. 
Максимальная скорость автомобиля будет составляет 265 км/ч, а при снятии ограничения — 490 км/ч.
- Вид сзади